# Germigny-des-Prés
Germigny-des-Prés là một xã trong tỉnh Loiret, vùng Centre-Val de Loire bắc trung bộ nước Pháp. Xã này nằm ở khu vực có độ cao từ 102-112 mét trên mực nước biển.

Germigny-des-Prés
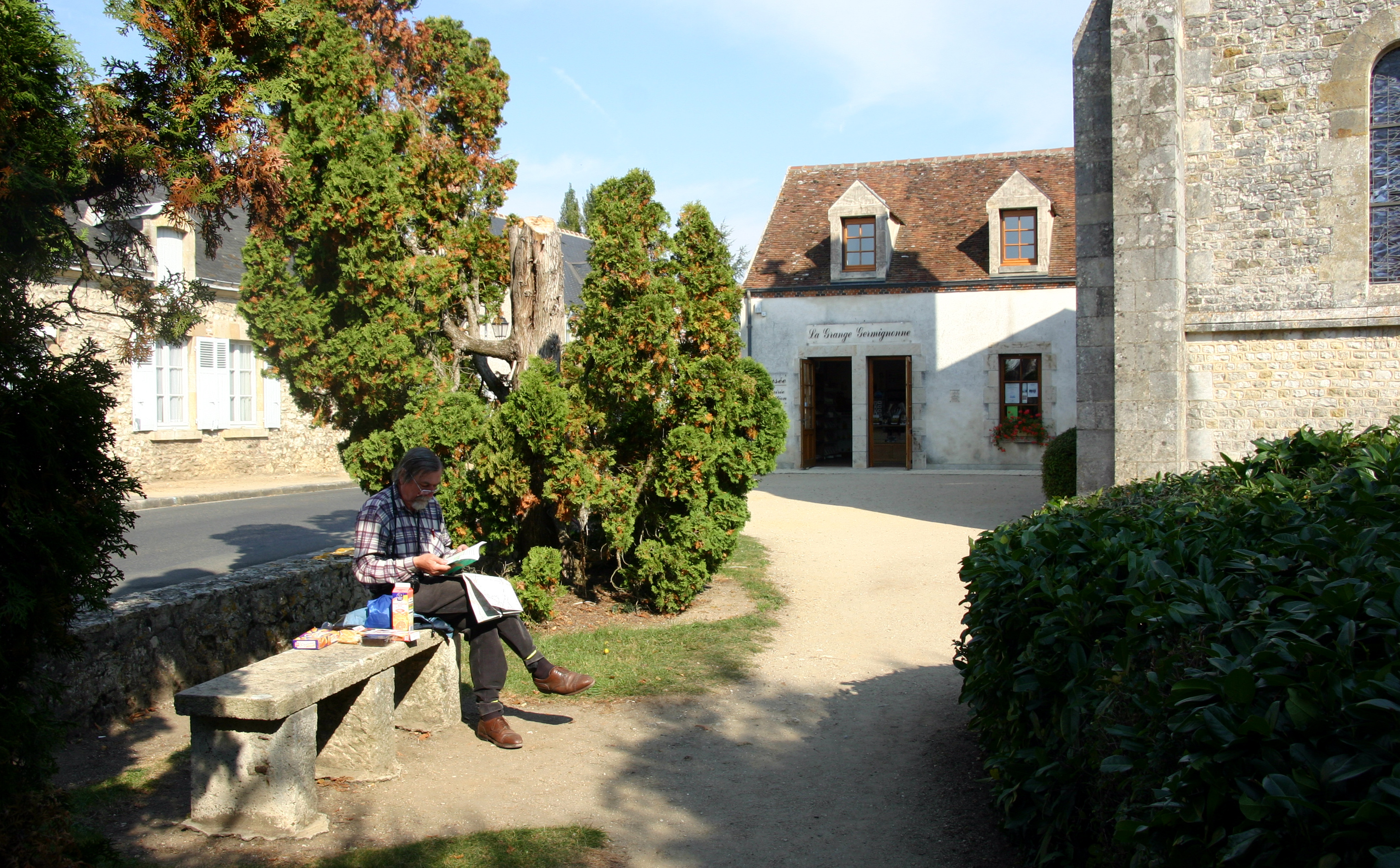
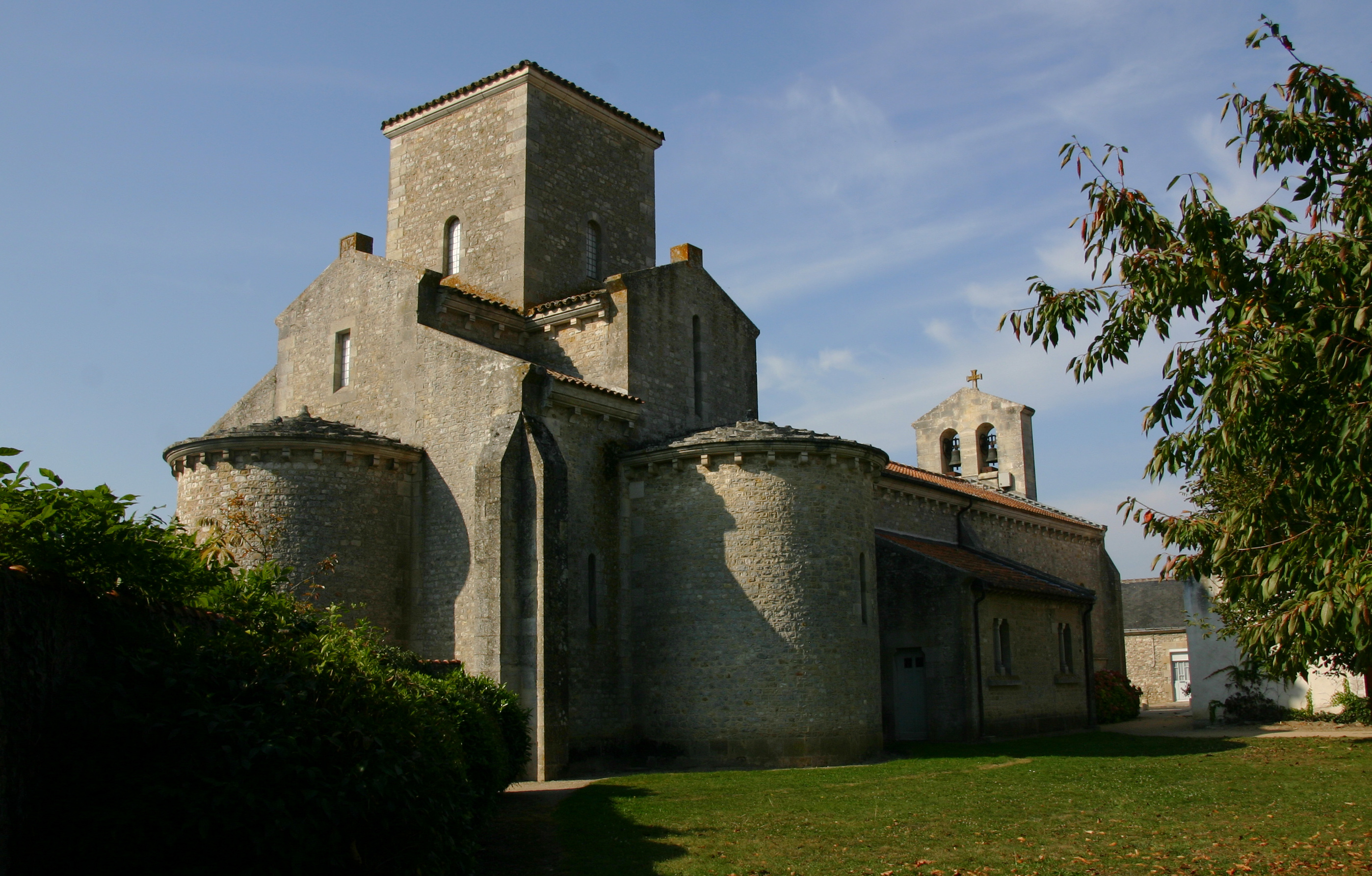
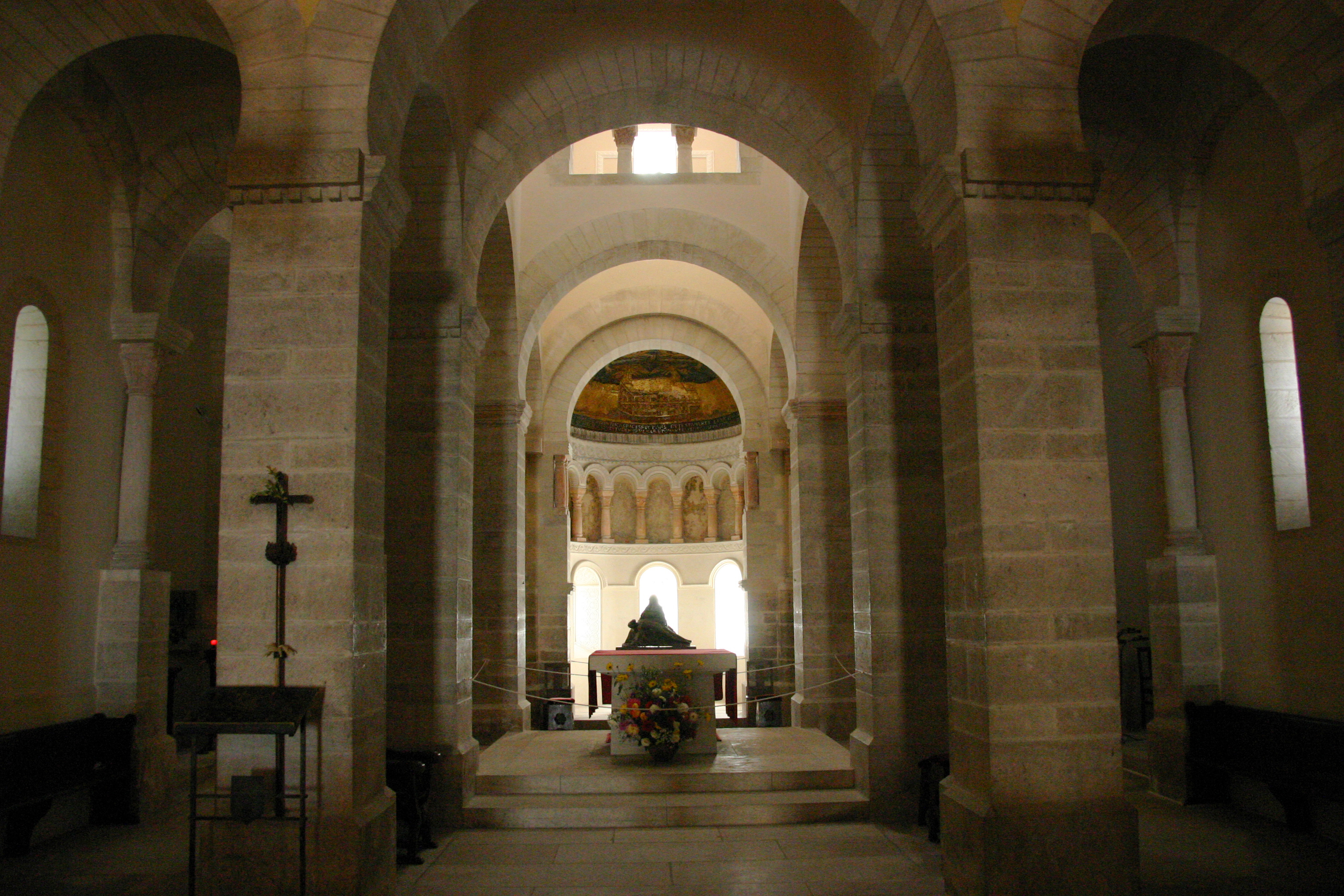
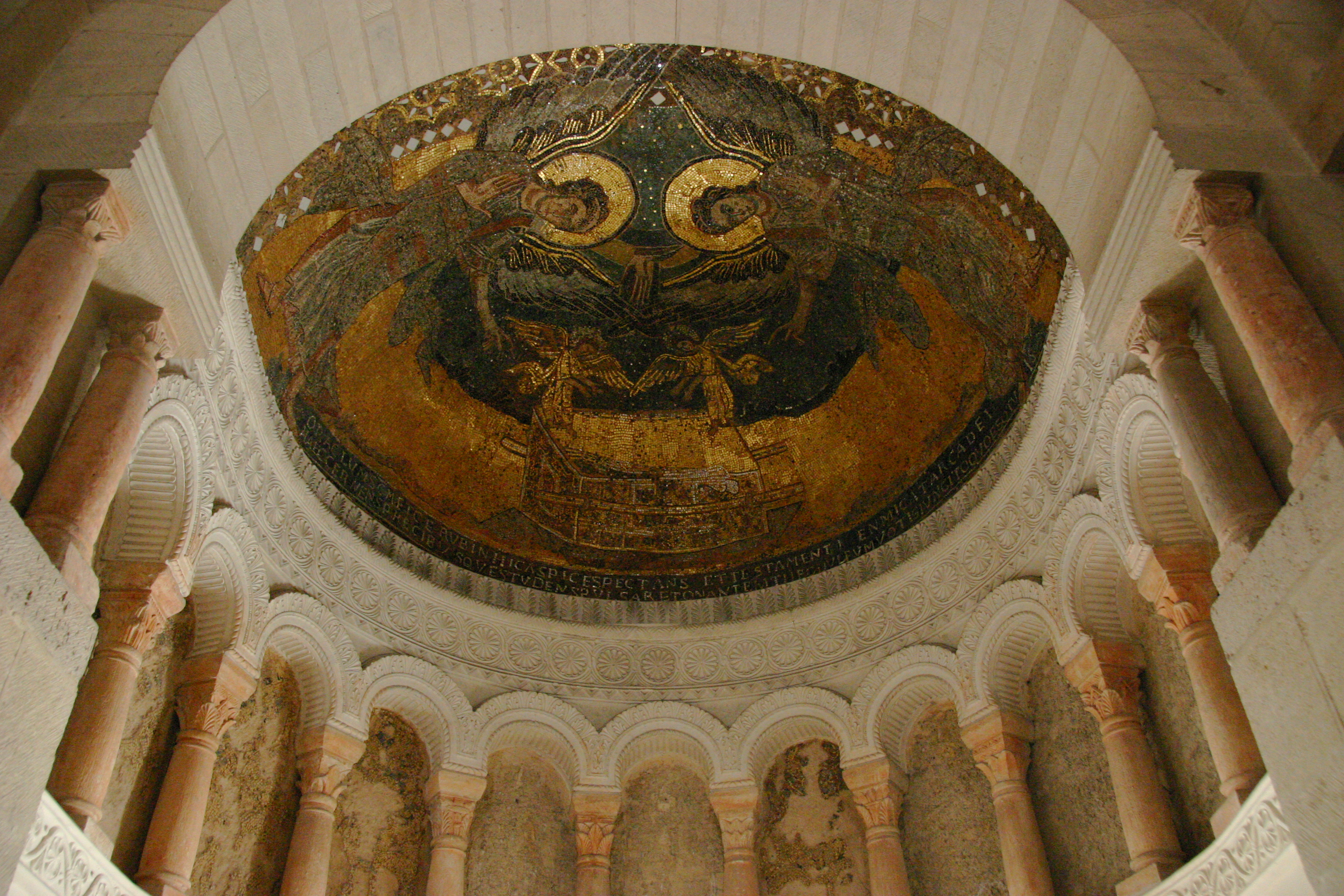